# Daniel Ganahl
Daniel Ganahl (* 16. Juli 1996 in Gaschurn) ist ein österreichischer Radsportler und Skibergsteiger aus Gaschurn im Montafon.

## Werdegang
Daniel Ganahl begann seine sportliche Karriere mit dem Mountainbike, wo er sich neben mehreren Erfolgen den Vorarlberger Landesmeistertitel im Hillclimb sichern konnte.
Im Jahr 2017 bestritt Ganahl erste Wettkämpfe im Skibergsteigen und schaffte aufgrund seiner Leistungen im Jahr 2019 den Sprung in das Nationalteam des Österreichischen Skiverbandes. In diesem Jahr nahm er u. a. am ISMF-Weltcup im Skibergsteigen in Bischofshofen (Platz 41 sprint race und Platz 52 individual race) und in Madonna di Campiglio (Platz 29 sprint race und Platz 35 vertical race) teil, konnte sich aber Anfang 2019 nicht nennenswert platzieren. 2020 war er Teilnehmer einiger österreichischen Wettbewerber und am ISMF-Weltcup (in Aussois (Platz 36 individual race und Platz 45 sprint race), Comapedrosa (Platz 30 individual race und Platz 25 vertical race) und Berchtesgaden (u. a. Platz 33 individual race und Platz 34 sprint race)). Am 7. Februar 2020 konnte er beim Verifical Race beim 3. ISMF-Weltcup, dem Jennerstier, in Berchtesgaden den 21. Platz erreichen. Im darauffolgenden Jahr war er im ISMF-Weltcup erneut aktiv (Adamello (Platz 37 sprint race und 13 vertical race), Val de Bagnes (Platz 17 vertical race und 23 individual race), Flaine (Platz 17 individual race und 23 sprint race), Marmotta Trophy (Platz 38 sprint race und 24 individual race) und Madonna di Campiglio (Platz 27 sprint race, 11 vertical race und 16 individual race)). Bei ISMF World Championship in Comapedrosa erreichte er am zweiten Tag im relay race einen vierten Platz (zusätzlich Platz 30 sprint race und 15 vertical race). In Adamello im Rahmen des ISMF-Weltcups konnte er am 17. Dezember 2021 im vertical race den siebenten Platz erreichen (Platz 26 individual race). Anfang 2022 belegte er bei den österreichischen Staatsmeisterschaften Platz 2 im vertical race und Platz 3 im individual race. In Comapedrosa kam er Mitte Jänner 2022 unter die besten 15 (Platz 14 individual race und Platz 10 vertical race). In diesem Jahre folgten u. a. weitere drei Teilnahmen im ISMF-Weltcup in der Schweiz und Italien, wo Ganahl aber nicht unter die besten 20 kam. Auch 2023 nahm er am ISMF-Weltcup teil und konnte bei elf Rennen als beste Platzierungen den Platz 7 im vertical race in Schladming und Platz 11 in der gleichen Disziplin in Tromsø erreichen. Bei der österreichischen Erztrophy belegte er 2023 Platz 3 im vertical race und Platz 4 im individual race. 2024 startete er auch in der ISMF-Europameisterschaft in Flaine und konnte sich damit Platz 8 im vertical race und Platz 15 im individual race sichern. Im ISMF-Weltcup folgte auf Platz 8 im individual race in Comapedrosa ein Platz 7 im vertical race in Schladming und in der gleichen Disziplin ein Platz 5 in Cortina d’Ampezzo als beste Platzierung. Bei der Pierra Menta in Frankreich belegte er nach vier Wettkampftagen den 7. Platz.
Im Sommer nimmt Daniel Ganahl an Rad- und Mountainbike Rennen teil. Seit Sommer 2021 fährt Ganahl für das Radrennsportteam Team Vorarlberg und konnte seitdem Top-Ten-Ergebnisse einfahren. 2021 sicherte er sich als Teil eines 4er Teams den ersten Platz beim Race Around Austria.
Anfang 2024 konnte er sich im Rahmen der 20. Erztrophy in Werfenweng die Staatsmeisterschaft im individual race sichern. Er gehört zum Österreichischen Nationalkader im Wettkampf-Skibergsteigen (Stand: 2024/25).

## Erfolge Skibergsteigen
2021
- Österreichische Nationalmeisterschaft: Platz 2 (individual race, 17. Jänner 2021), Platz 4 bei der Pinzgau Trophy (vertical race, 13. Februar 2021) und Platz 3 (sprint race, 14. Februar 2021)
- ISMF World Championship: Platz 4
- 38. Transcavallo: Platz 5 gemeinsam mit Christian Hoffmann

2022
- Test Vertical Austria (Hochwurzen): Platz 6 vertical race und Platz 5 individual race
- ISMF-Weltcup (Adamello): Platz 7 vertical race
- Österreichische Staatsmeisterschaft: Platz 2 vertical race und Platz 3 individual race
- Mountain Attack 2022: Platz 3 individual race
- Sellaronda Skimarathon 2022 (Italien): Platz 4 team race
- 20. Tour du Rutor (Italien): Platz 7 team race

2023
- Asitz Skitour Race 2023: Platz 1 vertical race
- Sellaronda Skimarathon 2023 (Italien): Platz 5 team race

2024
- Test Vertical Austria (Hochwurzen): Platz 3 vertical race
- Österreichische Staatsmeisterschaft (Erztrophy, individual race)